# Asarum-Ringamåla församling
Asarum-Ringamåla församling är en församling i Blekinge kontrakt i Lunds stift. Församlingen ligger i Karlshamns kommun i Blekinge län och utgör ett eget pastorat.

## Administrativ historik
Församlingen bildades 1 januari 2021 av Asarums församling och Ringamåla församling och utgör därefter ett eget pastorat.

## Kyrkor
- Asarums kyrka
- Ringamåla kyrka
- Svängsta kyrka